# Calinaga davidis
Calinaga davidis är en fjärilsart som beskrevs av Charles Oberthür 1879. Calinaga davidis ingår i släktet Calinaga och familjen praktfjärilar. Inga underarter finns listade i Catalogue of Life.